# Wojciech Stanisław Leski
Wojciech Stanisław Leski herbu Gończy (ur. w maju 1702 w Klęczkowie koło Chełmna, zm. 19 września 1758 w Starogrodzie koło Chełmna) – opat pelpliński, biskup chełmiński.

## Życiorys
Syn Jana Antoniego Leskiego (zm. 24 grudnia 1736), ławnika ziemskiego chełmińskiego i Joanny z Trzcińskich. Urodzony w rodzinnym Klęczkowie k. Chełmna przed 8 maja 1702 (data chrztu).
W 1723 wstąpił do klasztoru cystersów w Pelplinie, 27 marca 1727 przyjął święcenia kapłańskie, a następnie został mianowany prokuratorem klasztoru. Funkcja ta polegała na reprezentowaniu opactwa w sprawach prawnych. Był także sekretarzem biskupa chełmińskiego Tomasza Franciszka Czapskiego. Od 1733 przeor w Pelplinie, od 9 lutego 1734 opat cystersów w Wąchocku. 9 listopada 1736 został jednogłośnie wybrany na opata pelplińskiego. Jako opat zasłużył się mecenatem artystycznym wobec kościoła pelplińskiego.
W 1738 delegat polskiej prowincji cystersów na kapitułę generalną w Cîteaux, podczas której pełnił funkcję jednego z definitorów. W 1739 przebywał w Rzymie, gdzie studiował prawo kanoniczne. Od 1741 generalny komisarz polskiej i litewskiej prowincji cystersów. Na 4 maja 1744 zwołał kilkudniową kapitułę prowincjonalną cystersów do Wągrowca, na której uchwalił nowe statuty dla polskiej prowincji cystersów. Zostały one zatwierdzone 24 maja 1744 w Cîteaux przez opata generalnego, a następnie w 1745 wydane drukiem.
Niewątpliwie swoim bliskim związkom z Andrzejem Stanisławem Załuskim zawdzięczał Leski swe wyniesienie na biskupstwo chełmińskie po przejściu Załuskiego na diecezję krakowską. 7 października 1746 uzyskał nominację Augusta III, kapituła chełmińskiej 12 listopada 1747 dokonała formalnego wyboru Leskiego na ordynariusza, a 10 kwietnia 1747 r. uzyskał prowizję papieską, 7 października 1747 w Elblągu przyjął sakrę biskupią z rąk biskupa warmińskiego Adama Stanisława Grabowskiego, a 8 czerwca 1748 odbył uroczysty ingres do katedry w Chełmży.
Jako biskup chełmiński wykazał się znaczną aktywnością w swojej posłudze w diecezji, wydawał listy pasterskie do duchowieństwa i wiernych diecezji, przeprowadził wizytację, oraz wysłał relację o stanie diecezji do Rzymu, uporządkował także sprawy materialne biskupstwa. Rozwijał także różne formy pobożności: 4 czerwca 1752 koronował figurę Matki Bożej Łąkowskiej w Łąkach Bratiańskich koło Nowego Miasta, a 2 lipca 1754 obraz Matki Bożej Bolesnej w Chełmnie. Podjął też próbę ożywienia czci bł. Jana Łobdowczyka oraz wprowadził do diecezji kult bł. Józefa z Kupertynu. Przyczynił się do fundacji 3 nowych klasztorów w diecezji: kapucynów w Rywałdzie oraz franciszkanów w Grudziądzu i Brodnicy. Od 1752 zdecydowanie, ale bezskutecznie, sprzeciwiał się budowie nowego zboru ewangelickiego w Toruniu, co doprowadziło do zatargów z tym miastem. Wybudował barokowy kościół w biskupim Starogrodzie, a także odnowił kilka innych wiejskich kościołów na terenie biskupstwa.
Żywo interesował się Leski życiem umysłowym swojej epoki. Należał do grona stałych korespondentów braci Załuskich i tworzonej przez nich biblioteki.
Leski jako senator Rzeczypospolitej uczestniczył dość aktywnie, w ówczesnej polityce, opowiadając się po stronie dworu i Familii Czartoryskich. Zaangażował się w przygotowywanie sejmików pruskich przed sejmem 1748, na którym wypowiedział się za zwiększeniem liczby wojska, reformami monetarnymi oraz usprawnieniem sądownictwa.
Podczas sejmu z 1752 odbywanego w Grodnie Leski dał się poznać jako zwolennik przeprowadzenia reform ustroju państwa. Proponował przeprowadzenie zmian w funkcjonowaniu sejmów; doradzał otwarcie mennic, ponownie wypowiedział się za wypłacaniem sędziom pensji, rekomendował królowi i sejmowi potrzebę opieki nad miastami, zwracał uwagę na konieczność większej troski o Prusy Królewskie, niedwuznacznie wskazując, że mogą one zostać utracone na rzecz innego władcy. Był także prezydentem trybunału skarbowego w Radomiu na kadencję 1753/1754.
August III (a ściślej ministrowie Henryk Brühl i Jerzy Mniszech) docenił aktywność biskupa chełmińskiego i jego prodworską postawę. 3 sierpnia 1758 Leski otrzymał Order Orła Białego.
Zmarł 19 listopada 1758 w Toruniu, pogrzebany w katedrze w Chełmży.

## Literatura
- Dygdała B, Dygdała J., Z działalności kościelnej i politycznej biskupa chełmińskiego Wojciecha Stanisława Leskiego (1702-1758) [w:] Ad Fontes. Studia ofiarowane księdzu profesorowi Alojzemu Szorcowi w siedemdziesięciolecie urodzin, pod. red. Z. Jaroszewicz-Pieresławcew i I. Makarczyk, Olsztyn 2006, s.82-99.